# Eurodryas insterburgia
Eurodryas insterburgia är en fjärilsart som beskrevs av Braun 1937. Eurodryas insterburgia ingår i släktet Eurodryas och familjen praktfjärilar. Inga underarter finns listade i Catalogue of Life.